# Парамзин, Владимир Кузьмич
Владимир Кузьмич Парамзин (21 ноября 1896 года, Александровск-Грушевский, ныне Шахты, Ростовская область — 8 октября 1952 года, Ленинград) — советский военный деятель, генерал-майор (1942 год).

## Биография
Владимир Кузьмич Парамзин родился 21 ноября 1896 года в городе Александровск-Грушевский ныне Шахты Ростовской области.

### Первая мировая и гражданская войны
В июле 1915 года был призван в ряды Русской императорской армии и направлен в 1-ю отдельную запасную роту, дислоцированную в Санкт-Петербурге, где был подготовлен на шофёра. В декабре того же года был направлен на Юго-Западный фронт, после чего принимал участие в боевых действиях в составе отдельного санитарно-автомобильного отряда 8-й армии.
В феврале 1918 года вступил рядовым в состав красногвардейского отряда в Шахтах.
В июне 1919 года был назначен на должность военкома 33-го гаубичного артиллерийского дивизиона (33-я Кубанская стрелковая дивизия), в апреле 1920 года — на должность военкома 4-го кавалерийского полка, а с мая исполнял должность военкома 3-й кавалерийской бригады. Находясь на этих должностях, принимал участие в боевых действиях против войск под командованием генерала А. И. Деникина в районе ст. Чертково, Кантемировка и г. Павловск, а также в Воронежско-Касторненской операции.
С августа 1920 года служил на должностях заместителя военкома 98-й стрелковой бригады и военкома 3-го кавалерийского полка (Кубанская конная дивизия), находясь на которых, в ходе советско-польской войны принимал участие в наступательных боевых действиях на варшавском направлении, а затем в тяжёлых оборонительные боевых действиях на минском направлении.

### Межвоенное время
После окончания войны был назначен на должность военкома отдельного конного артиллерийского дивизиона (Кубанская кавалерийская бригада), в феврале 1921 года — на должность военкома 6-го кавалерийского полка, в июне — на должность военкома 1-й кавалерийской бригады, затем — на должность военкома штаба 5-й Кубанской кавалерийской дивизии (Сибирский военный округ), а в январе 1922 года — на должность военкома 26-го кавалерийского полка (5-я Кубанская кавалерийская бригада).
В ноябре 1925 года Парамзин был направлен на учёбу на отделение старшего начсостава при кавалерийских курсах усовершенствования командного состава в Новочеркасске. После окончания курсов в октябре 1926 года был направлен в 87-й Забайкальский кавалерийский полк (Дальневосточная кавалерийская бригада), где служил на должностях командира и политрука кавалерийского эскадрона, начальника штаба полка и исполняющего должность командира полка. В апреле 1931 года был назначен на должность командира 75-го кавалерийского полка (15-я Кубанская кавалерийская дивизия, ОКДВА), а в январе 1936 года — на должность командира 117-го кавалерийского полка (30-я кавалерийская дивизия, Ленинградский военный округ).
В октябре 1937 года Парамзин был арестован и находился под следствием НКВД, однако в июле 1940 года был освобожден из-под следствия ввиду отсутствия состава преступления, после чего был назначен на должность командира 25-го разведывательного батальона (43-я стрелковая дивизия), а в марте 1941 года — на должность командира 450-го стрелкового полка (198-я моторизированная дивизия, 10-й механизированный корпус).

### Великая Отечественная война
С началом войны полк под командованием Парамзина вел оборонительные боевые действия на Карельском перешейке.
В декабре 1941 года был назначен на должность командира 142-й стрелковой дивизии, оборонявшейся на рубеже Ладожского и Лемболовского озёр, а с ноября 1942 года исполнял должность заместителя командующего сначала 23-й, а с декабря — 67-й армий. В январе 1943 года Парамзин принимал участие в ходе прорыва блокады Ленинграда, а затем в оборонительных боевых действиях на мгинском и пулковском направлениях.
6 декабря 1943 года был назначен на должность командира 118-го стрелкового корпуса, принимавшего участие в боевых действиях в ходе Ленинградско-Новгородской, Новгородско-Лужской и Псковско-Островской наступательных операций. В сентябре 1944 года был назначен на должность заместителя командующего 54-й армией.
С января 1945 года генерал-майор Парамзин состоял в распоряжении ГУК НКО, а с февраля — в распоряжении Военного совета 1-го Украинского фронта. В марте был назначен на должность заместителя командующего 5-й гвардейской армией, после чего принимал участие в боевых действиях во время Верхне-Силезской, Берлинской и Пражской наступательных операций.

### Послевоенная карьера
С июля 1945 года Парамзин находился в распоряжении Военного совета Центральной группы войск, исполняя должность коменданта Праги. С октября того же года состоял в распоряжении ГУК НКО.
В январе 1946 года был назначен на должность командира 64-й гвардейской стрелковой дивизии, в июле — на должность командира 37-й гвардейской механизированной дивизии в Ленинградском военном округе, затем — на должность начальника отдела вузов штаба Ленинградского военного округа, а в феврале 1948 года — на должность военного коменданта Ленинграда.

## Награды
- Орден Ленина;
- Два ордена Красного Знамени;
- Орден Суворова 2 степени;
- Орден Кутузова 2 степени;
- Орден Отечественной войны 1 степени;
- Медали.